# Helius bigeminatus
Helius bigeminatus là một loài ruồi trong họ Limoniidae. Chúng phân bố ở miền Australasia.